# Carter (Wyoming)
Carter es un lugar censo-señalado (CDP) en el Condado de Uinta, Wyoming, Estados Unidos. La comunidad fue nombrada por el juez William A. Carter. La población fue de 8 en el censo de 2000.

## Geografía
Carter se encuentra en las coordenadas 41°26′31″N 110°25′57″O / 41.44194, -110.43250. La elevación es de 1980 m.
Según el United States Census Bureau, el CDP tiene un área total de 7,9 km ², todos terrestres.

## Demografía
Según el censo del 2000, había 8 personas, 4 hogares, y 3 familias que residían en el CDP. La densidad de población era de 1.0/km ². La composición racial del CDP era:
- 62.50% Blancos
- 12.50% Americanos nativos
- 12.50% De dos o más razas.

Hubo 4 hogares de los cuales un 25,0% tenían niños menores de 18 años que vivían con ellos, el 75.0% eran parejas casadas que vivían juntas, y el 25,0% no eran familias. El 25.0% de las casas tenían a alguna persona anciana de 65 años de edad o más. 
En el CDP la separación poblacional era con un 12.5% menores de 18 años, el 12,5% de 25 a 44, un 62.5% de 45 a 64, y el 12,5% tenía 65 años de edad o más. La edad media fue de 50 años. Por cada 100 hembras había 166.7 varones. Por cada 100 mujeres mayores de 18 años, había 133.3 varones.
La renta mediana para una casa en el CDP era de 12.083 dólares, y la renta mediana para una familia era $ 80.488. Los varones tenían una renta mediana de $ 51.250 contra $ 26.250 para las hembras. El ingreso per cápita para el CDP era $ 27.229. Nadie de la población o las familias estaban por debajo del umbral de pobreza.

## Educación
La educación pública en la comunidad de Carter está proporcionada por la Escuela del Distrito del Condado Uinta # 4. El distrito cuenta con cuatro campus:
- Mountain View Elementary School
- Fort Bridger Elementary school
- Mountain View Middle School
- Mountain View High School secundaria